# アーストラベル青森
有限会社アーストラベル青森（アーストラベルあおもり）は、青森県北津軽郡鶴田町に本社を置くバス事業者である。

## 所在地
- 青森県北津軽郡鶴田町大字鶴田字早瀬168ｰ1

## 沿革
- 2001年（平成13年） - 設立。

## 業務内容
- 一般貸切バス事業
- 鶴田中学校・鶴田小学校[1]のスクールバス運行（鶴田町から委託）。
- 鶴田町内巡回バス運行